# Kulturno-povijesna cjelina Hrašćina
Kulturno-povijesna cjelina Hrašćina , kompleks zgrada u općini Hrašćina, zaštićeno kulturno dobro.

## Opis dobra
Naselje je smješteno na brežuljkastom terenu krajnjeg SI dijela Krapinsko-zagorske županije. Iz antičkog doba potječe sustav komunikacija koje su u upotrebi još i danas. U srednjem vijeku, zahvaljujući trgovini mjesto bilježi značajniji razvoj, od kada datira i župna crkva sv. Nikole s najstarijim romaničkim slojem iz 14. st. Provala Turaka donosi značajnu stagnaciju i propadanje feudalnih gradskih naselja pod južnim padinama Ivanšćice, pa se tek u 18. st. u Hrašćini gradi župni dvor te dograđuje i barokizira crkva. Naselje je zadržalo srednjovjekovni karakter i strukturu sa župnom crkvom kao vizualnim i duhovnim žarištem, kojemu ni recentna izgradnja nije narušila izvorni sklad i formu.

## Zaštita
Pod oznakom Z-3205 zavedena je kao nepokretno kulturno dobro - pojedinačno, pravnog statusa zaštićena kulturnog dobra, klasificirano kao "kulturno-povijesna cjelina".